# Epiphragma joculator
Epiphragma joculator är en tvåvingeart som beskrevs av Alexander 1960. Epiphragma joculator ingår i släktet Epiphragma och familjen småharkrankar. Inga underarter finns listade i Catalogue of Life.